# 沃爾頓副唇魚
沃爾頓副唇魚，為輻鰭魚綱鱸形目隆頭魚亞目隆頭魚科的其中一種，分布於中西太平洋的印尼海域，棲息深度18-45公尺，體長可達4.1公分，棲息在珊瑚生長的礁石區，成小群活動，生活習性不明。

## 擴展閱讀
維基物種上的相關：沃爾頓副唇魚